# Hertogenwald
L'Hertogenwald (neerlandès: Hertogenwoud) és una selva a l'est de la província de Lieja a Bèlgica a la frontera amb Alemanya.

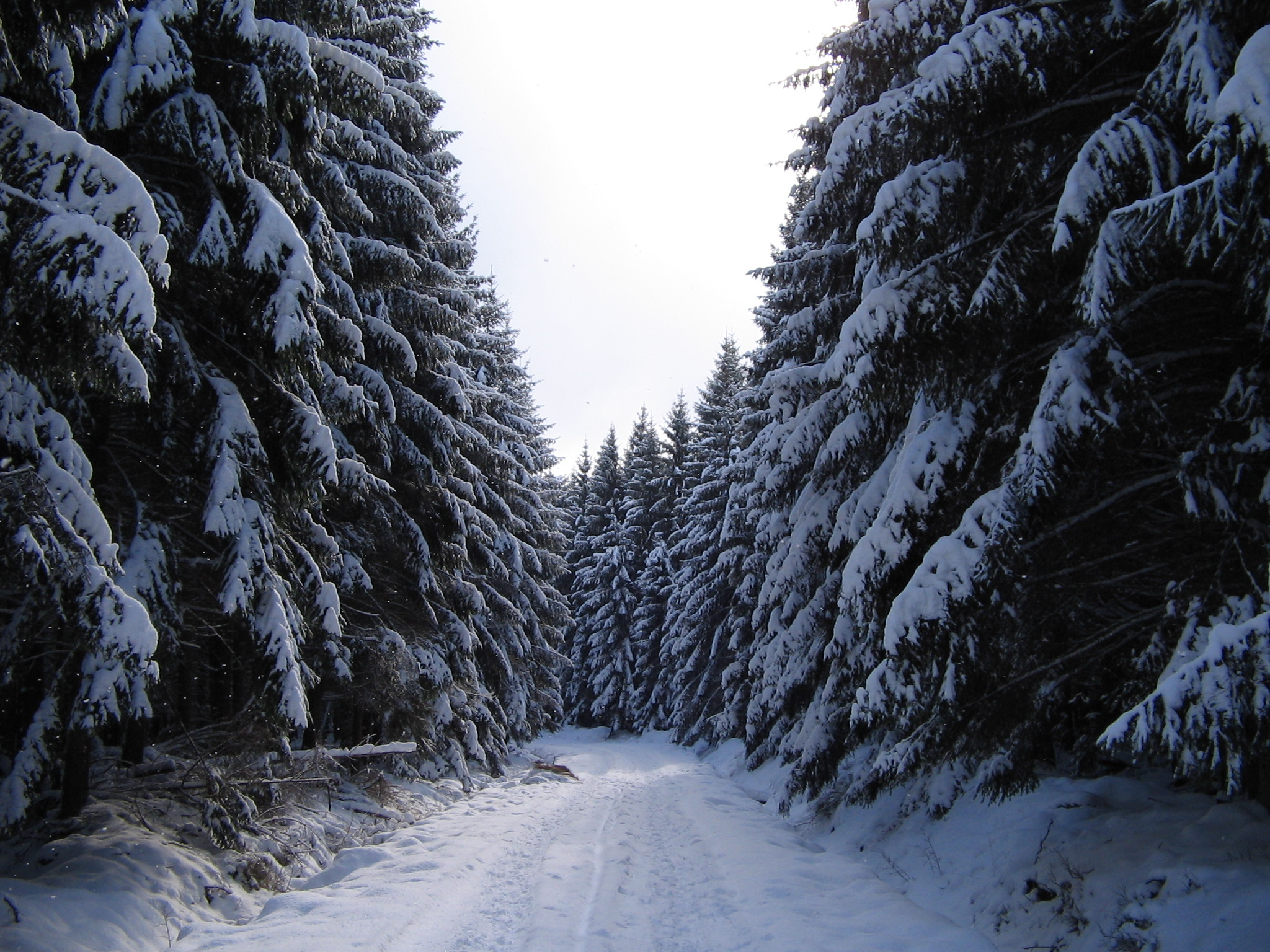
L'Hertogenwald nevat

L'Hertogenwald fa part del parc natural Haute-Fagne-Eifel, situat am ambdós costats de la frontera. Cobreix cinq municipis: Jalhay, Limburg, Baelen, Eupen i Raeren i és regat pel Getz(bach), Gileppe, Helle, Soor i Vesdre. S'hi troben també dos llacs artificials, el de la presa del Weser a Eupen i el de la presa del Gileppe a Jalhay. És la foresta contínua més llarga de Bèlgica.
La selva era la caça privada dels ducs de Limburg, d'on prové el nom (hertog = duc en neerlandès). Feia part del feu de Baelen. El 1815 (Tractat de París) el riu Helle va esdevenir una frontera estatal entre Bèlgica i Prússia, el que va trencar el bosc, per a la primera vegada a la seva història, en dues parts. El 1919, després del Tractat de Versalles, la unitat va ser restaurada.